# Позовице
Позови́це (пол. Pozowice) — село в Польше в сельской гмине Скавина Краковского повета Малопольского воеводства.

## Население
Село располагается в 10 км от административного центра гмины города Скавина и в 20 км от административного центра воеводства города Краков.
В 1975—1998 годах село входило в состав Краковского воеводства.

## География
По состоянию на 2013 год в селе проживало 693 человека.
| 2008 | 2013 |
| ---- | ---- |
| 694  | 693  |

| Перепись  | Всего   | Всего | Женщины | Женщины | Мужчины | Мужчины |
| --------- | ------- | ----- | ------- | ------- | ------- | ------- |
| Единицы   | человек | %     | человек | %       | человек | %       |
| Население | 693     | 100   | 373     | 53,82   | 320     | 46,18   |